# Morris Tafatu
Morris Hemu Tafatu, né vers 1935 et mort en janvier 2022, est un homme politique niuéen.

## Biographie
Il travaille dans l'administration publique de ce qui est alors le gouvernement colonial néo-zélandais de Niué à partir de 1956, continuant après l'indépendance de facto de l'île en 1974, devenant vers 1974 le premier autochtone niuéen à être nommé directeur de la fonction publique du ministère de l'Agriculture,. 
Il quitte cette fonction en 1983 et entre en politique. En 1984 il est élu député au Parlement de Niué. Aux élections législatives de 1987 il est l'un des quatre élus du tout jeune Parti du peuple niuéen, avec Young Vivian, Uluvili Tohovaka et Siona Talagi. Il démissionne du Parlement pour des raisons de santé en 1989 mais retrouve son siège aux élections de 1990. Après sa retraite, il se consacre à la pratique de l'agriculture. 
Il meurt à l'hôpital en janvier 2022 à l'âge de 86 ans. Son frère Dick Hipa et ses neveux Richard Hipa et Ian Hipa ont également été députés, tandis que sa fille Cherie Morris-Tafatu est candidate malheureuse aux élections législatives de 2020,.